# Joe Dante
Joseph James Dante Jr., detto Joe (Morristown, 28 novembre 1946), è un regista, sceneggiatore, produttore cinematografico, montatore, attore e critico cinematografico statunitense. Appartiene alla generazione di registi americani formatisi alla New World Pictures, lo studio creato da Roger Corman nel 1970. Il suo più grande successo è stato Gremlins (1984).
I film di Dante sono ben noti per i loro molti riferimenti ad altri film e per i loro effetti speciali. Il suo rispetto per lo sceneggiatore si estende fino al punto di fare spesso pressioni sulle produzioni per un'ulteriore remunerazione agli sceneggiatori al fine di assicurarsi di poter conferire in ogni momento con lo scrittore sul set, coinvolgendoli sempre in una piccola parte della produzione stessa. Dante ha citato spesso tra le sue maggiori influenze Roger Corman stesso, Chuck Jones, Frank Tashlin, James Whale, Mario Bava e Jean Cocteau, oltre che l'ammirazione per il film Hellzapoppin', da cui prende in prestito spesso battute.

## Biografia
Il padre, Joseph "Joe" Dante Sr., era un golfista professionista di chiare origini italiane: le sue origini sono infatti di Montefredane, in Provincia di Avellino. L'Amministrazione Comunale di Montefredane, guidata dal sindaco Ciro Aquino, con deliberazione di Giunta N.19 del 25 febbraio 2025 ha provveduto al conferimento della cittadinanza onoraria del comune. 

### Il cinefilo
La vita di cinefilo di Joe Dante inizia nel 1952 con Biancaneve e i sette nani. A causa della poliomielite è costretto a passare un anno, il 1954, in ospedale, ed è qui che si dedica con gran fervore ai film d'orrore e ai fumetti come "MAD" e le storie di Zio Paperone disegnate da Carl Barks. A partire dal 1962 collabora alla rivista Castle of Frankenstein, fino al 1966, anno in cui crea The Movie Orgy, il montaggio in sequenza di numerosi film di genere che formano un unico film della durata di 7 ore. Nel 1968 si diploma in cinematografia al Philadelphia College Of Art e in seguito trova lavoro come cronista al Film Bulletin di Filadelfia, dove lavorerà fino al 1974.

### L'apprendistato
Nel 1974 si trasferisce a Los Angeles e inizia la sua carriera alla New World Pictures di Roger Corman, dove monta dei film insieme a Allan Arkush. Con quest'ultimo realizza nel 1975 il suo primo vero film, Hollywood Boulevard. Nel 1977 Corman gli propone di girare Piraña, film nato sulla scia de Lo squalo di Steven Spielberg, che sarà realizzato l'anno successivo in un mese e con scarsissimi mezzi. Il film piace al pubblico e diventa uno dei maggiori successi della casa: grazie a questo trampolino di lancio per la sua carriera Dante lascia nel 1979 la New World. Dante in questo periodo co-sceneggia Rock 'n' Roll High School, diretto da Allan Arkush, e dirige cinque scene del film quando Arkush si ammala. Va inoltre ricordato che il sequel di Piraña, intitolato Piraña paura, rappresenterà l'esordio alla regia di un lungometraggio per il regista James Cameron.

### Dalla "serie B" alla "serie A"
Dopo aver abbandonato vari progetti di film basati su mostri marini, Joe Dante inizia a lavorare al film L'ululato, horror sui licantropi che uscirà nel 1981. Il film viene notato da Steven Spielberg che gli propone nel 1982 l'idea di Gremlins e un episodio del film Ai confini della realtà, basato sull'omonima serie TV. Se per quest'ultimo Dante può godere di completa libertà, la produzione e post-produzione di Gremlins si rivelano più problematiche a causa di conflitti tra la Warner Bros. e il regista. Tuttavia, grazie all'appoggio di Spielberg, Dante riesce a imporre le sue idee per il film, che esce nelle sale statunitensi l'8 giugno 1984, ottenendo un enorme successo.

### La caduta
Nel 1984 Jeffrey Katzenberg e la Paramount Pictures offrono a Dante l'opportunità di dirigere Explorers. Dopo che Katzenberg stipula un contratto con la Disney nel 1985, però, la Paramount costringe Dante a terminare in fretta e furia la pellicola per farla uscire come nuovo successo estivo. Il film (ufficialmente mai terminato) viene concluso e distribuito in tutta fretta, rivelandosi un insuccesso commerciale. Dopo la sfortunata parentesi di Explorers, Dante si dedica a progetti meno ambiziosi come serie televisive, fino a tornare nelle sale con il film Salto nel buio (1987), di discreto successo e vincitore dell'Oscar per gli effetti speciali.
Il regista decide allora di realizzare un film di stampo più adulto, progetto che va in fumo dopo il flop di L'erba del vicino (1989), film con Tom Hanks accolto malissimo dalla critica e ignorato dal pubblico. Sempre nel 1989, la Warner Bros. gli propone di dirigere un adattamento cinematografico su Batman che la major sta sviluppando dopo il successo di Superman (1978) di Richard Donner; il regista vuole assumere John Lithgow per la parte del Joker, ma poi il copione viene affidato a Tim Burton. Nel 1990 esce Gremlins 2 - La nuova stirpe, accolto abbastanza bene dai critici ma che si rivela il quarto flop consecutivo al botteghino per Dante, per il quale le porte degli studios si chiudono.

### Il ritorno
Dopo una lunga ricerca di finanziamenti, Dante ritorna nel 1993 con il suo primo progetto personale, Matinee, omaggio ai B-movie della sua infanzia. L'anno seguente viene chiamato ad apparire in A Century of Cinema di Caroline Thomas, film che raccoglie contributi di numerosi registi e personalità del cinema. Nel 1997, dopo cinque anni di assenza dal grande schermo, esce La seconda guerra civile americana, e nel 1998 il regista accetta l'invito di Spielberg per girare Small Soldiers, che però si rivelerà fonte di un altro braccio di ferro tra Dante e i produttori, tra cui lo stesso Spielberg. Il film, uscito nel 1998, non è il successo sperato e Dante diventa sempre più un escluso a Hollywood.
Nel 1998 il Festival internazionale del film di Locarno gli assegna il Pardo d'onore, e l'anno successivo gli dedica una retrospettiva completa dei suoi film. Nel 2003 Dante si appoggia alla Warner Bros. per girare Looney Tunes: Back in Action. Nel periodo compreso tra il 1990 e il 2003, comunque, il regista si dedica a girare pubblicità, episodi di serie TV e il già citato film TV La seconda guerra civile americana, prodotto e trasmesso dal canale statunitense HBO e in seguito uscito nelle sale cinematografiche di diversi paesi europei. Nel 2005 e 2006 dirige due episodi della serie Masters of Horror.
Nel 2009 fa parte della giuria alla 66ª Mostra internazionale d'arte cinematografica di Venezia. Sempre nel 2009, Dante torna alla regia con il film The Hole. Nello stesso periodo, nuovamente sotto la produzione di Roger Corman, Dante dirige anche alcuni episodi della webserie Splatter per Netflix. Tra il 2011 e il 2015 dirige diversi episodi delle serie televisive Hawaii Five-0 e Le streghe dell'East End. Nel 2014 gira il suo ultimo film, Burying the Ex, una commedia horror con protagonisti Anton Yelchin e Ashley Greene e presentato fuori concorso alla 71ª Mostra internazionale d'arte cinematografica di Venezia.
Nel novembre 2011 è stato annunciato che Dante avrebbe diretto un thriller chiamato Air Disturbance, interpretato da Robert Englund e Dylan Walsh. Diversi progetti che hanno ufficialmente coinvolto Dante sono alle prese con problemi di finanziamento da anni, tra cui il film antologia Paris, I'll Kill You, il film commedia di lupi mannari rilettura di Romeo e Giulietta intitolato Monster Love, e il biopic su Roger Corman intitolato The Man with Kaleidoscope Eyes. 

## Riconoscimenti
- Festival internazionale del film di Locarno
  - 1998: Pardo d'onore

## Filmografia

### Regista

#### Cinema
- The Movie Orgy (1968) - documentario
- Hollywood Boulevard, co-regia con Allan Arkush (1976)
- Piraña (Piranha) (1978)
- L'ululato (The Howling) (1981)
- Ai confini della realtà (Twilight Zone: The Movie) (1983) - episodio Prigionieri di Anthony
- Gremlins (1984)
- Explorers (1985)
- Donne amazzoni sulla Luna (Amazon Women on the Moon) (1987) - film collettivo
- Salto nel buio (Innerspace) (1987)
- L'erba del vicino (The 'Burbs) (1989)
- Gremlins 2 - La nuova stirpe (Gremlins 2: The New Batch) (1990)
- Matinee (1993)
- Small Soldiers (1998)
- Looney Tunes: Back in Action (2003)
- Trapped Ashes  (2006) - episodio Wraparound
- The Hole (2009)
- Sotterrando la mia ex (Burying the Ex) (2014)
- Nightmare Cinema (2018) - episodio Mirari

#### Cortometraggi
- Haunted Lighthouse (2003)

#### Televisione
- Quelli della pallottola spuntata (1982) - episodi Un campione onesto e Una copertura da ridere
- Ai confini della realtà (The Twilight Zone) (1985) - episodio L'uomo ombra
- Storie incredibili (1985-1986) - 2 episodi
- Gli acchiappamostri (Eerie, Indiana) (1991-1992) - 5 episodi
- Runaway Daughters (1994)
- Picture Windows (1995) - 1 episodio
- La seconda guerra civile americana (The Second Civil War) (1997) - film TV
- The Warlord: Battle for the Galaxy (1998)
- Night Visions (2001) - 2 episodi
- Masters of Horror (2005-2006) episodi Candidato maledetto e Contro natura
- CSI: NY (2007) - episodio La casa dei fantasmi
- The Greatest Show Ever (2007)
- Hawaii Five-0 (2011-2015) – episodi 2x07, 3x20, 4x02, 4x07, 5x03, 5x06 e 5x16
- Le streghe dell'East End (2014-2015) - episodi 2x06 e 2x11
- Salem (2015) - episodio 2x07
- DC's Legends of Tomorrow (2016) - episodio 1x08

#### Web-serie
- Splatter (2009)

### Aiuto-regista
- Non ti ho mai promesso un giardino di rose (I never promised you a rose garden), regia di Anthony Page (1977)
- Rock 'n' Roll High School, regia di Allan Arkush (1979) - non accreditato

### Soggetto
- Rock 'n' Roll High School, regia di Allan Arkush (1979) - non accreditato

### Produttore
- The Phantom, regia di Simon Wincer (1994)
- Flesh and Blood: The Hammer Heritage of Horror (1994)
- The Warlord: Battle for the Galaxy (1998)
- Jeremiah (2002) - serie TV
- Trail of Blood (2011)
- Dark (2015)

### Montatore
- The Movie Orgy (1968)
- Hollywood Boulevard, co-regia con Allan Arkush (1976)
- Attenti a quella pazza Rolls Royce (Grand Theft Auto), regia di Ron Howard (1977)
- Piraña (Piranha) (1978)
- L'ululato (The Howling) (1981)

### Attore
- Beverly Hills Cop III - Un piedipiatti a Beverly Hills III (Beverly Hills Cop III), regia di John Landis (1994)

## Progetti abortiti e collaborazioni
- Orca II (1978-1979) - progetto
- National Lampoon's Jaws 3/People 0 (1979) - progetto
- The Philadelphia Experiment (1981) - abbandonato da Dante e diretto da Stewart Raffill
- Little Man Tate (1987-1988) - progetto
- Termite Terrace (1990-1993) - progetto rifiutato dalla Warner Bros. in favore di Space Jam.
- The Mummy (1992) - progetto rifiutato dalla Warner Bros.
- The Phantom (1994) - progetto rifiutato dalla Paramount e in seguito realizzato da Simon Wincer
- Cat & Mouse (1994-1995) - progetto abbandonato dalla TriStar Pictures